# Taraxacum euryanthes
Taraxacum euryanthes — вид квіткових рослин з родини айстрових (Asteraceae). Вид зростає в Європі: Швейцарія, Польща, Франція; це багаторічна рослина помірних біомів.